# Neuviller-sur-Moselle
Neuviller-sur-Moselle ist eine französische Gemeinde im Département Meurthe-et-Moselle in der Region Grand Est (bis 2015 Lothringen). Sie gehört zum Arrondissement Nancy. Die Gemeinde hat 251 Einwohner (Stand 1. Januar 2022).

## Geografie
Neuviller liegt der Mosel und am parallel verlaufenden Canal des Vosges, etwa 25 Kilometer südlich von Nancy auf einer Höhe zwischen 239 und 360 m über dem Meeresspiegel. Das Gemeindegebiet umfasst 6,95 km².

## Bevölkerungsentwicklung
| Jahr      | 1962 | 1968 | 1975 | 1982 | 1990 | 1999 | 2007 | 2019 |
| Einwohner | 309  | 306  | 323  | 261  | 266  | 252  | 248  | 248  |

## Persönlichkeiten
- Leopold Philipp Karl zu Salm (1620–1663), Wild- und Rheingraf sowie Fürst zu Salm aus der Linie Salm-Neufville.
- Antoine-Martin Chaumont de La Galaizière (1697–1783), Kanzler Lothringens 1737–1768, residierte im Schloss von Neuviller.

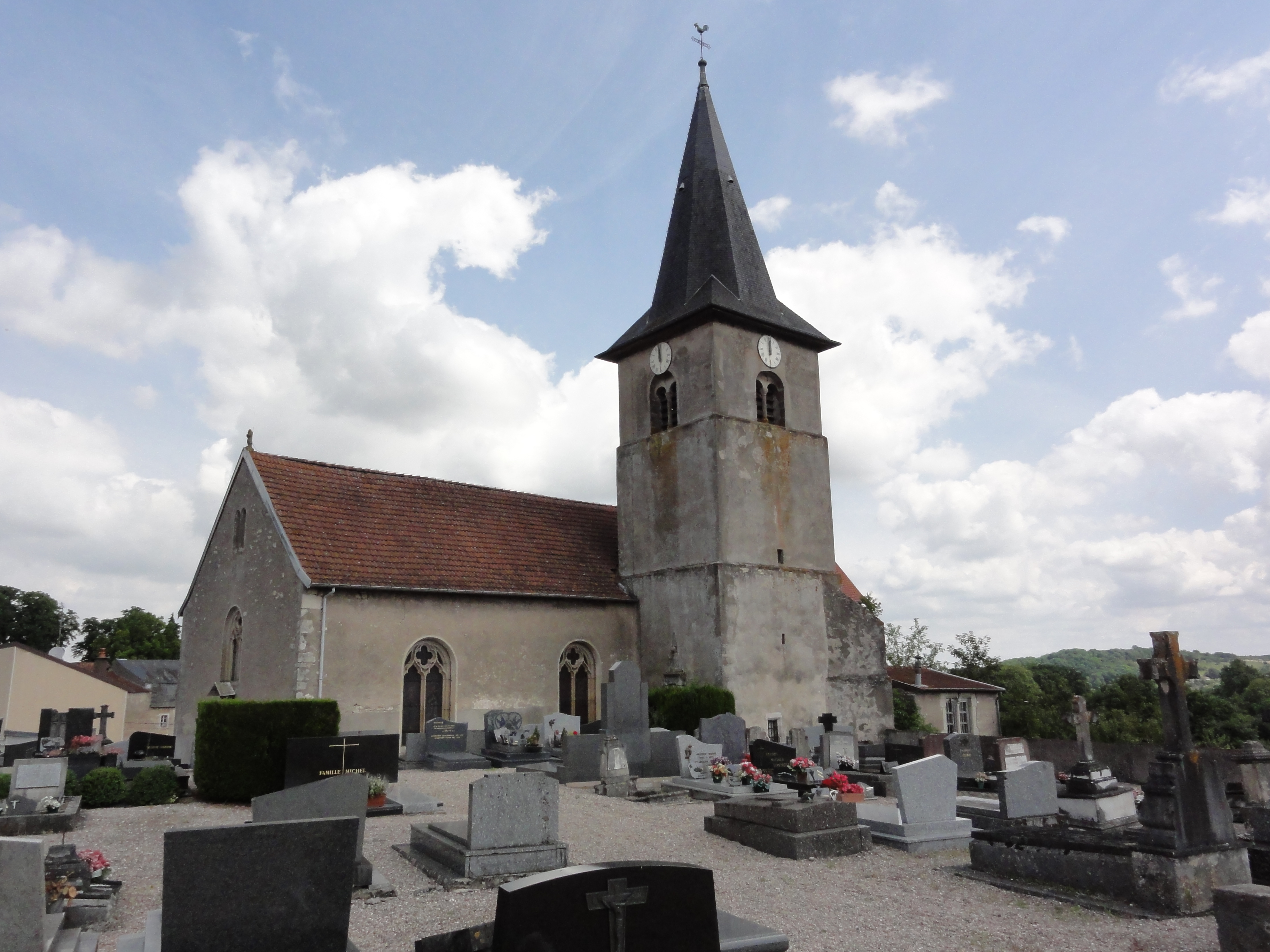
Kirche Saint-Pierre